# Mildred Burke
Pour les articles homonymes, voir Burke et Bliss.
Mildred Bliss (née le 5 août 1915 à Coffeyville et morte le 18 février 1989 à Los Angeles), plus connue sous le nom de ring de Mildred Burke, est une catcheuse (lutteuse professionnelle) américaine.
Elle devient catcheuse dans les années 1930 et travaille essentiellement avec son second mari Billy Wolfe (en) qui est promoteur d'une troupe de catcheuses itinérante. Elle devient rapidement populaire et est triple championne du monde féminine de catch et en battant de nombreux catcheurs dans des combats intergenre.
Au début des années 1950, elle divorce de Wolfe. Ce dernier parvient, avec le bureau de la National Wrestling Alliance, à l'empêcher d'avoir sa propre troupe itinérante.

## Jeunesse
Mildred Bliss est la cadette d'une fratrie de six enfants. Elle travaille comme serveuse dans un restaurant dans la réserve indienne de Zuni (en) près de Gallup au Nouveau-Mexique. Elle quitte son travail après avoir épousé Joseph Shaffer et partent vivre en Californie ,. Ils partent ensuite vivre à Kansas City dans le Missouri,. Ils se séparent début 1934 alors que Bliss est enceinte et son fils naît le 4 août.

## Carrière de catcheuse

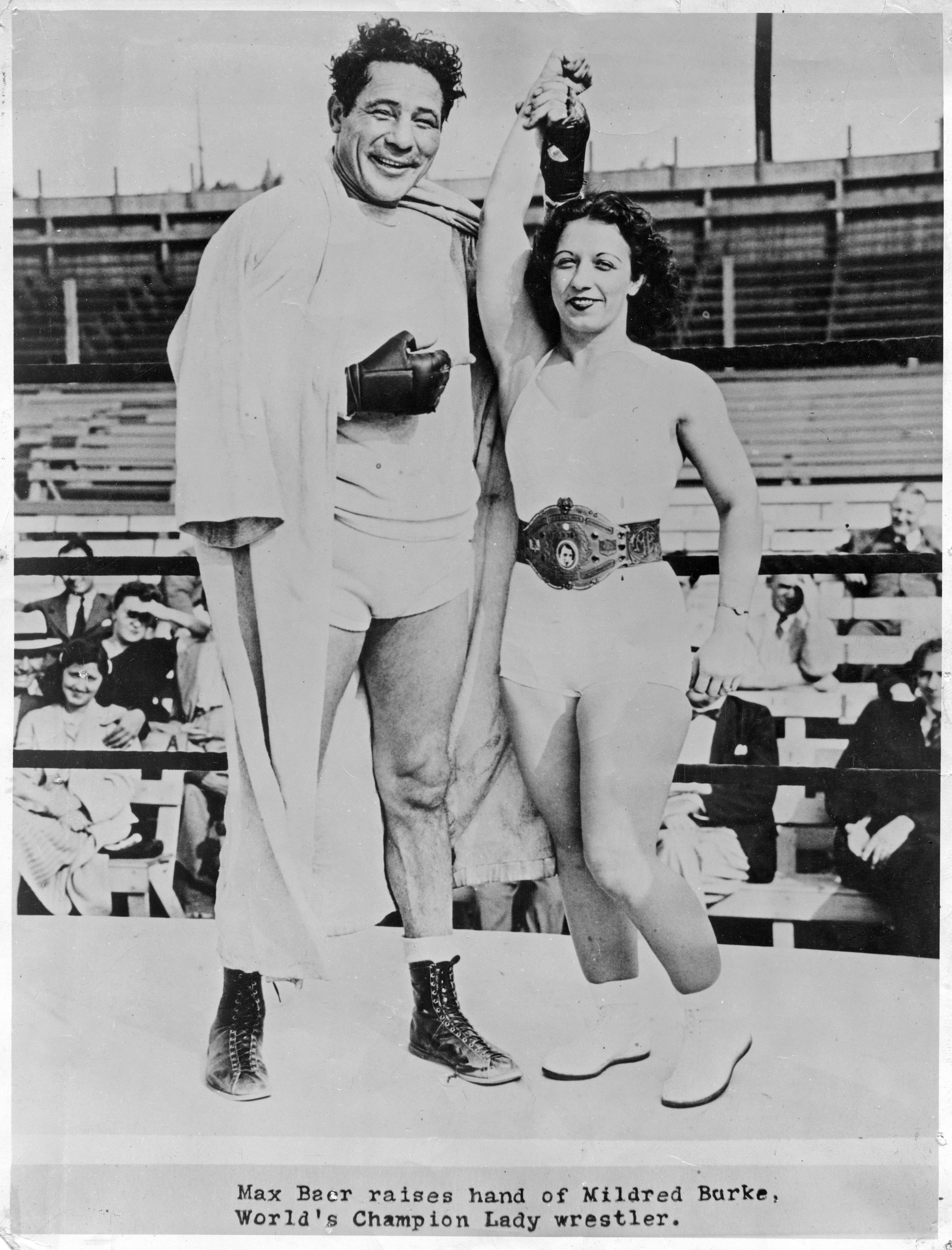
Mildred Burke et Max Baer

En 1932, Bliss rencontre Billy Wolfe (en), un catcheur reconverti en promoteur de catch féminin, et lui dit qu'elle souhaite devenir catcheuse. Il commence par se moquer d'elle car il la trouve trop petite. Il lui donne finalement sa chance en 1934 après la naissance de son fils. Elle commence par affronter un catcheur qu'elle met au tapis à deux reprises pour convaincre Wolfe. Elle commence sa carrière en 1935 et prend rapidement le nom de Mildred Burke. Durant cette période, elle défie souvent les hommes pesant moins de 20 lb (9 kg) de plus qu'elle et promet 25 dollars à celui qui est capable de la battre en quinze minute. Elle est entraînée par Cora Livingston.
En 1936, elle devient la rivale de Clara Mortensen qui se présente comme étant la championne du monde féminine de catch. Leurs combats attirent le public et Burke parvient à la vaincre le 28 janvier 1937.Par la suite, la National Wrestling Association (en) reconnait Burke comme championne du monde. Au fil des années, des tensions apparaissent entre Burke et Billy Wolfe (en) qui en plus d'être son promoteur et en plus son mari. Wolfe couche régulièrement avec les autres catcheuses et est violent envers le fils de Burke.

## Vie privée
Bliss épouse Joseph Shaffer au début des années 1930 et ils se séparent en 1934. Ils ont un fils, Joseph né le 4 août 1934,. Billy Wolfe (en) est son second mari et elle obtient le divorce en 1952. Elle se marie une troisième fois avec G. Bill Wolfe, le fils de son second mari.

## Caractéristiques au catch
- Catcheuses entraînées
  - Bertha Faye[7]
  - The Fabulous Moolah[7]
  - Mae Young[7]

## Palmarès
- Indépendant
  - 3 fois championne du monde féminine de catch[8]
- World Women's Wrestling Association (WWWA)
  - 1 fois championne du monde de la WWWA[9]